# Vladni vrtovi
Vladni vrtovi so javni park, delno zasnovan kot vrtovi, ki so ob jezeru Rotorua v središču Rotorue, Bay of Plenty, Severni otok, Nova Zelandija. Zgradila jih je vlada kot turistično atrakcijo in je še vedno med glavnimi turističnimi destinacijami na Novi Zelandiji.
Muzej Rotorua, ki je v nekdanji stavbi Bath House, gleda na vladne vrtove. Na voljo so športni objekti, vključno z bazenom Blue Baths, zelenico za balinanje in trato za kriket. Obstaja tudi glasbeni paviljon. Polinezijski Spa je blizu, ob jezeru Rotorua.

## Zgodovina
Del mesta je bil ljudstvu Maori znan kot Paepaehakumanu, severni del pa kot Motutara. Območje, znano kot Paepaehakumanu, je bilo območje lovljenja ptic, kar je vodilo do njegovega imena. Območje je zgodovinskega pomena za lokalne Maore, saj so se tu odvijale bitke. Maori so dali 50 hektarjev zemlje britanski kroni v poznih 19. stoletjih. Združeno območje Paepaehakumanu in Motutara je postalo znano kot sanatorijski rezervat ali bolj pogosto vladni vrtovi.
Vlada Nove Zelandije je tu leta 1908 odprla veliko kopališče. Druga stavba, Blue Baths, je bila odprta leta 1933, med številnimi polemikami, saj je bilo dovoljeno mešano kopanje. Blue Baths so bile zaprte leta 1982 in obnovljene v letih 1999–2000. Prvotno kopališče iz leta 1908 je bilo zaprto za kopanje leta 1966. Stavba je bila leta 1995 obsežno prenovljena in spremenjena v muzej.

## Vpis dediščine
Številni predmeti so zajeti v uradnih registracijah Heritage New Zealand. Nekdanja hiša Bath House, zdaj muzej Rotorua, in Blue Baths so registrirani v kategoriji I. Štiri stavbe so registrirane v kategoriji II, vključno Prinčev slavolok in Prehod, ki je bil zgrajen za kraljevi obisk vojvode in vojvodinje Yorške leta 1901; ta struktura je zdaj edinstvena na Novi Zelandiji. Območje kot celota je prav tako pokrito z registracijo zgodovinskega območja.
| Slika | Ime                                              | Kategorija           | Opis |
|       | Nekdanje kopališče, zdaj muzej Rotorua           | Kategorija I         | Elizabetinska stavba v predalčni leseni izvedbi                                                                           |
|       | Blue Baths                                       | Kategorija I         | Kopališče v slogu španskega misijona                                                                                      |
|       | Prinčev slavolok in Prehod                       | Kategorija II        | Slavolok, ki spominja na kraljevo krono, zgrajen za kraljevi obisk leta 1901                                              |
|       | Čajni paviljon Te Runanga in prodajalna vstopnic | Kategorija II        | kiosk s čajem in sosednja manjša osmerokotna stavba, ki je služila kot blagajna                                           |
|       | Rotunda                                          | Kategorija II        | Paviljon |
|       | Vrtnarska koča                                   | Kategorija II        | koča za vrtnarja rezervata                                                                                                |
|       | Vladni vrtovi Rotorua                            | Zgodovinsko območje  | registracija dediščine, ki zajema celotno okolje                                                                          |
|       | Vojni spomenik Arawa                             | Zgodovinski spomenik | Spomenik prve svetovne vojne Williama Henryja Feldona, ki ga je leta 1927 odkril vojvoda Yorški (kasneje kralj Jurij VI.) |